# Luz Acosta
Luz Mercedes Acosta Valdez (ur. 22 grudnia 1980 w Guaymas) – meksykańska sztangistka, brązowa medalistka igrzysk olimpijskich i dwukrotna medalistka igrzysk panamerykańskich.

## Kariera
Na igrzyskach olimpijskich w Londynie w 2012 roku wywalczyła brązowy medal w wadze średniej. W zawodach tych wyprzedziły ją jedynie Kanadyjka Christine Girard i Miłka Manewa z Bułgarii. Pierwotnie Acosta zajęła szóste miejsce, jednak w latach 2016-2017 zdyskwalifikowane za doping zostały Majia Maneza z Kazachstanu (1. miejsce), Rosjanka Swietłana Carukajewa (2. miejsce) i Sibel Şimşek z Turcji (4. miejsce), a brązowy medal przyznano Meksykance. Brała też udział w igrzyskach olimpijskich w Pekinie, gdzie zajęła siódme miejsce.
Zdobyła ponadto brązowe medale w tej samej kategorii na igrzyskach panamerykańskich w Santo Domingo (2003) i igrzyskach panamerykańskich w Guadalajarze (2011).